# Loučná (Fluss)
Die Loučná (deutsch Lautschna) ist ein linker Nebenfluss der Elbe in Tschechien.
Sie entspringt in 541 m ü. M. nordwestlich von Ostrý Kámen in der Svitavská pahorkatina und durchfließt in nordwestlicher Richtung die Orte Karle, Chmelík, Trstěnice und Čistá.
Ab Čistá versickert der Fluss und tritt etwa zwei Kilometer nördlich in Benátky durch die Loučná-Quelle wieder an die Erdoberfläche. Weitere Orte an der Loučná sind flussabwärts Litomyšl, Tržek, Nová Sídla, Řídký, Cerekvice nad Loučnou, Hrušová, Vysoké Mýto, Zámrsk und Týnišťko. Dort ändert der Fluss seine Richtung zunächst nach Westen und fließt an Radhošť, Uhersko und Moravany nad Loučnou bis Dašice, wo die Lodrantka zufließt.
Am weiteren Lauf liegen noch Lány, Velké Koloděje und Sezemice. Unterhalb von  Počaply  mündet die Loučná nach 81 Kilometern in einer Höhe von 217 m ü. M. die Elbe. Das Wassereinzugsgebiet hat eine Fläche von 732,4 km².
Entlang des Flusses, der früher auch die Bezeichnungen Trstenice, Mejtka und Mauthner Fluss trug, verlief im Mittelalter der Strenitzer Steig, eine wichtige Handelsverbindung zwischen Böhmen und Mähren.

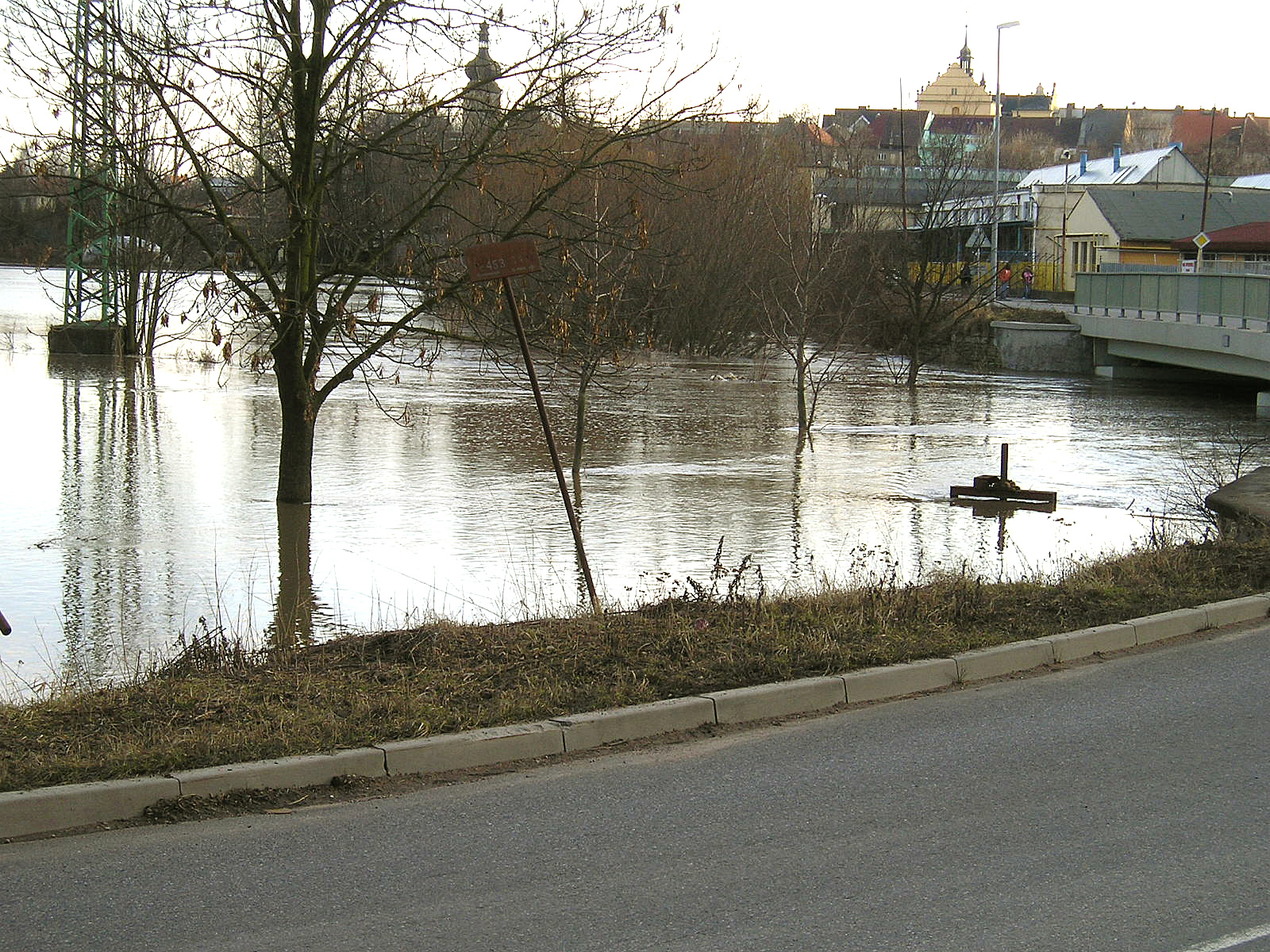
Hochwasser der Loučná in Vysoké Mýto 2005

## Bedeutende Zuflüsse
- Jalový potok (l), unterirdisch bei Čistá
- Desná (l), zwischen Nová Sídla und Řídký
- Lodrantka (r), unterhalb von Dašice
- Zadní Lodrantka (r), bei Sezemice